# Лазовский заповедник

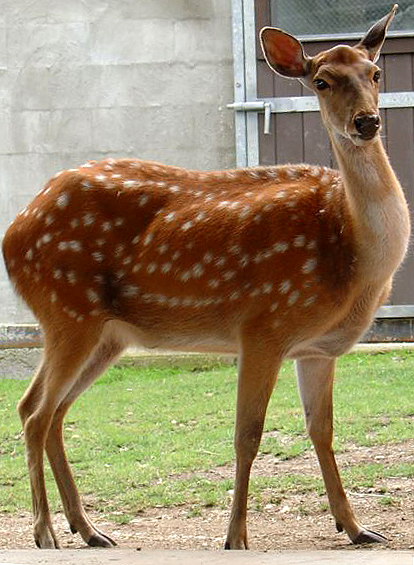
Самка пятнистого оленя

Лазо́вский заповедник — заповедник, расположенный в Южном Приморье, к востоку от долины реки Киевки (впадает в Японское море), на территории Лазовского района Приморского края.
Директор — Арамилев Владимир Валерьевич.

## История
В 1928 году сформирован как Южно-Уссурийский (Судзухинский) заказник. 10 февраля 1935 года на месте заказника образован Судзухинский филиал Сихотэ-Алинского заповедника, первым директором был назначен Константин Георгиевич Абрамов. 14 мая 1940 года филиал становится самостоятельным заповедником. 10 сентября 1951 заповедник преобразован обратно в заказник, а уже 5 ноября 1957 года вновь становится заповедником. С 28 июня 1961 года по 1965 год — филиал Сихотэ-Алинского заповедника. 26 июня 1970 года получил своё современное название — Лазовский государственный заповедник имени Л. Г. Капланова (один из первых директоров заповедника, убит браконьерами в 1943 году).

## Природные условия
Ядро заповедника формирует Заповедный хребет и его отроги, спускающиеся к Японскому морю. Занимает площадь в 120 989 га. Климат на его территории носит муссонный характер. Лесами занято 96 % территории заповедника. Крупнейшая роща тиса на Дальнем Востоке.

## Научные исследования
Первые исследования на территории заповедника были проведены Алексеем Фёдоровичем Будищевым (1830—1868), а их результаты включены в главу «Описание лесов и мест, удобных для русских поселений, по морскому побережью от залива Святой Ольги до Посьета» его труда «Описание лесов Приморской области» (1883, 2-е изд. 1898).

## Биоразнообразие

### Животные

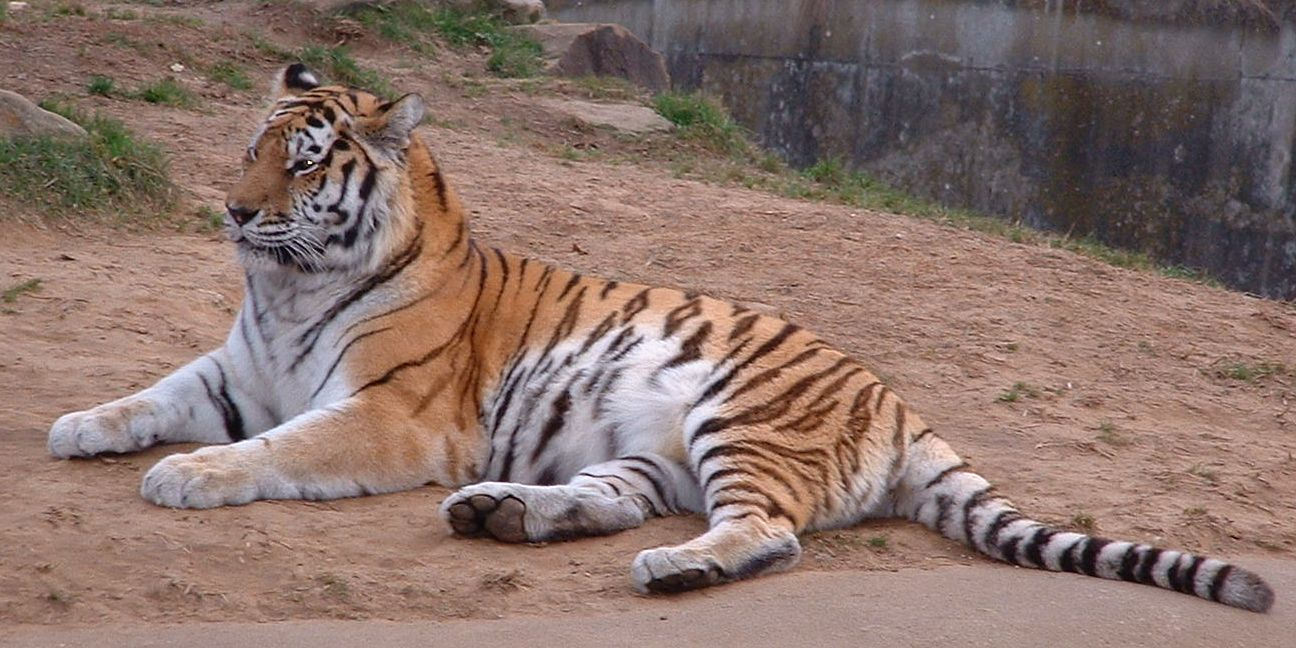
Амурский тигр

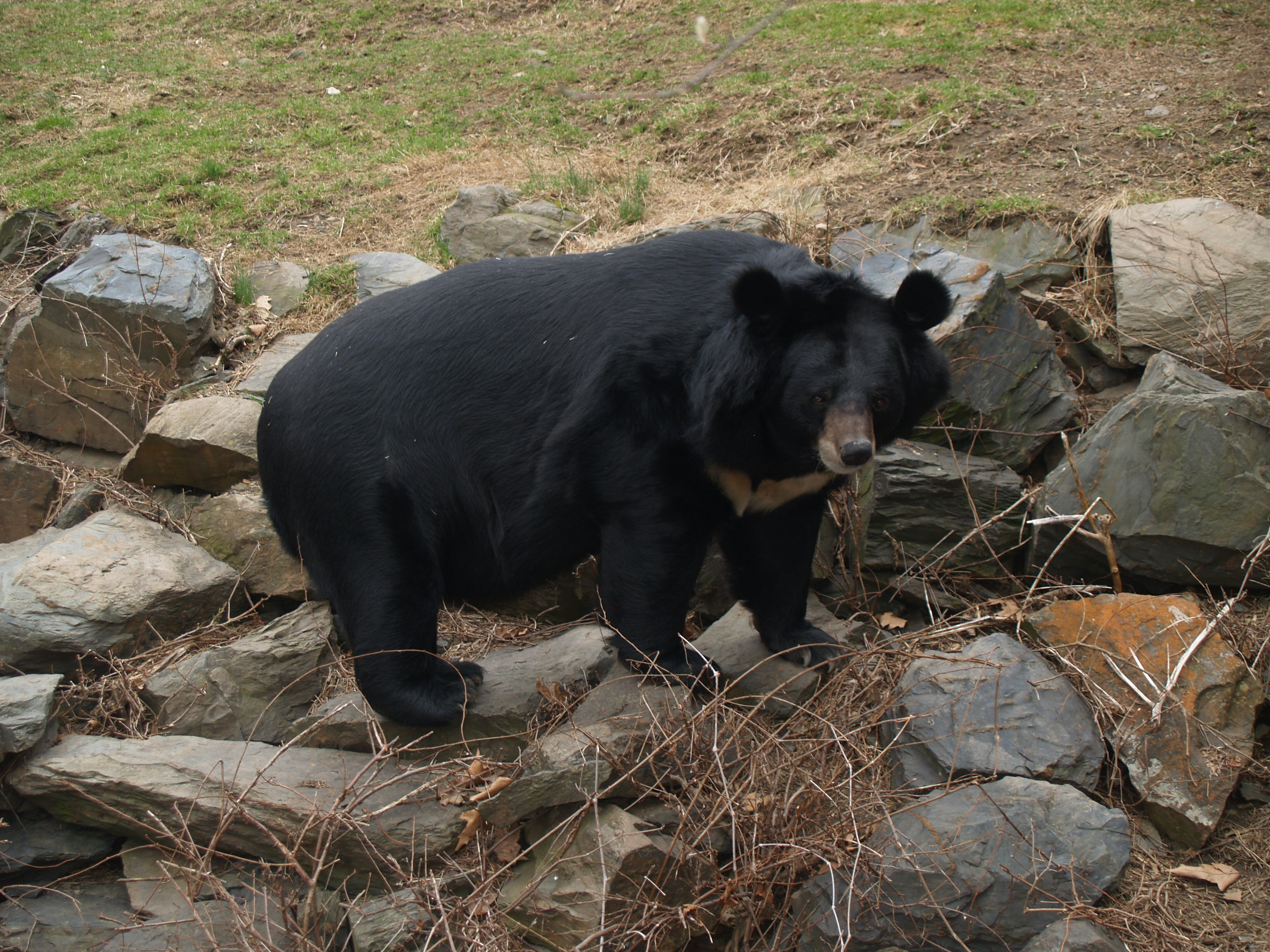
Гималайский медведь

Более 318 видов животных населяют его.
Уникален как место постоянного проживания горала.

#### Охраняемые виды млекопитающих
- Амурский горал — Nemorhaedus caudatus raddeanus (Heude, 1894)
- Амурский тигр — Panthera tigris altaica (Temminck, 1844)
- Гигантская бурозубка — Sorex mirabilis Ognev, 1937
- Дальневосточный леопард — в настоящий момент не встречается
- Обыкновенный длиннокрыл — Miniopterus schreibersi Kuhl, 1819
- Уссурийский пятнистый олень — Cervus Nippon hortulorum Swinhoe, 1864

#### Охраняемые виды птиц

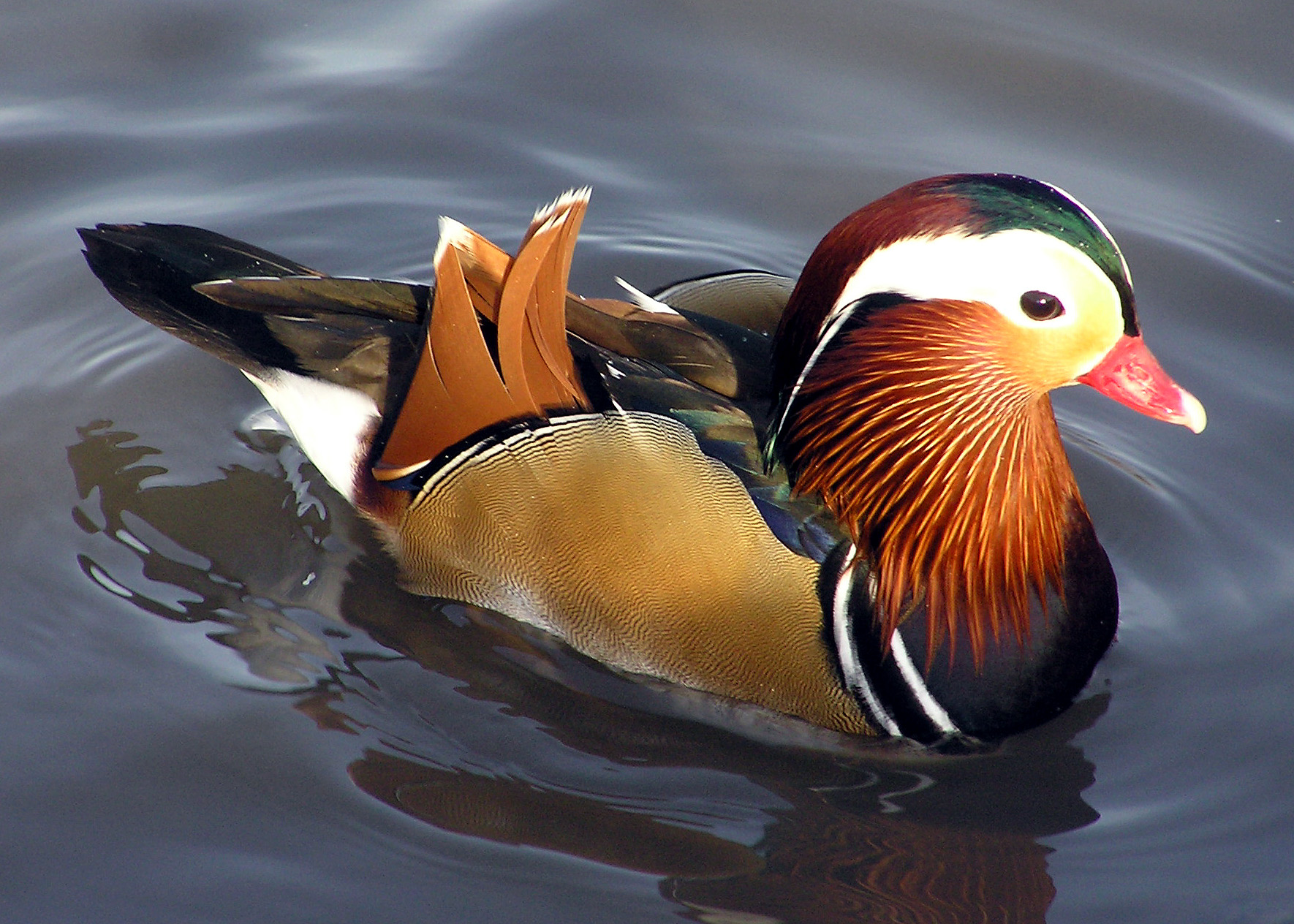
Мандаринка

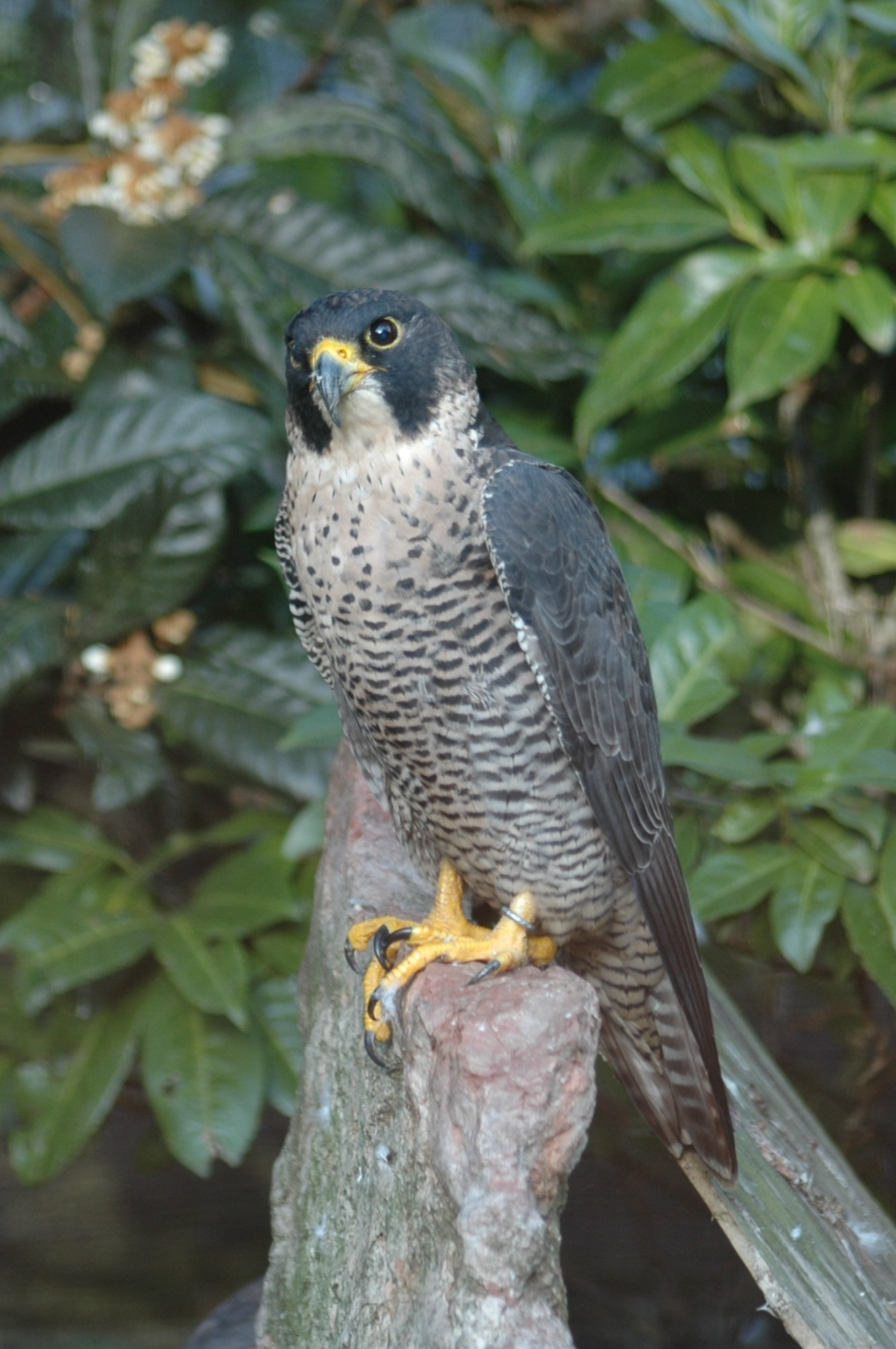
Сапсан

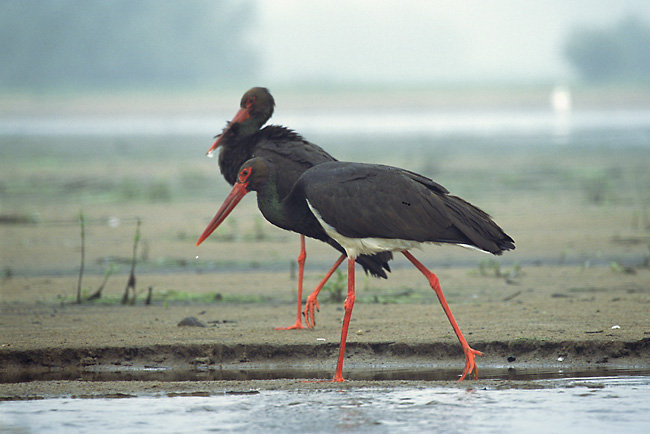
Черный аист

- Даурский журавль — Grus vipio Pallas, 1811
- Дрофа (восточно-сибирский подвид) — Otis tarda dybowskii Taczanowski, 1874
- Египетская цапля — Bubulcus ibis (Linnaeus, 1758)
- Желтоклювая цапля  — Egretta eulophotes (Swinhoe, 1860)
- Клоктун — Anas Formosa Georgi, 1775
- Колпица — Platalea leucorodia Linnaeus, 1758
- Красноногий ибис — Nipponia nippon (Temminck, 1835)
- Кречет — Falco rusticolus Linnaeus, 1758
- Кулик-сорока — Haematopus ostralegus osculans Swinhoe, 1871
- Лопатень — Eurynorhynchus pygmeus (Linnaeus, 1758)
- Малая крачка — Sterna albifrons Pallas, 1764
- Малый лебедь — Cygnus bewickii Yarrell, 1830
- Мандаринка — Aix galericulata (Linnaeus, 1758)
- Нырок Бэра (чернеть) Бэра — Aythya baeri (Radde, 1863)
- Обыкновенный фламинго — Phoenicopterus roseus Pallas, 1811
- Орлан-белохвост — Haliaeetus albicilla (Linnaeus, 1758)
- Охотский улит — Tringa guttifer (Nordmann, 1835)
- Ошейниковый зимородок — Halcyon pileata (Boddaert, 1783)
- Пискулька — Anser erythropus (Linnaeus, 1758)
- Рогатая камышница — Gallicrex cinerea (Gmelin, 1789)
- Рыбный филин — Ketupa blakistoni (Seebohm, 1884)
- Сапсан — Falco peregrinus Tunstall, 1771
- Скопа — Pandion haliaetus (Linnaeus, 1758)
- Средняя белая цапля — Egretta intermedia (Wagler, 1829)
- Сухонос — Cygnopsis cygnoides (Linnaeus, 1758)
- Уссурийский зуёк — Charadrius placidus J.E. et G.R. Gray, 1863
- Филин — Bubo bubo (Linnaeus, 1758)
- Ходулочник — Himantopus himantopus (Linnaeus, 1758)
- Хохлатый орёл — Spizaetus nipalensis (Hodgson, 1836)
- Хохлатый старик — Synthliboramphus wumizusume (Temminck, 1835)
- Чёрный аист — Ciconia nigra (Linnaeus, 1758)
- Чёрный гриф — Aegypius monachus (Linnaeus, 1766)
- Чёрный журавль — Grus monacha Temminck, 1835
- Чешуйчатый крохаль — Mergus squamatus Gould, 1864
- Японский бекас — Gallinago hardwickii (Gray, 1831)
- Ястребиный сарыч — Butastur indicus (Gmelin, 1788)

### Охраняемые виды земноводных
- Уссурийский когтистый тритон — Onychodactylus fischeri (Boulenger, 1886)

### Охраняемые виды рыб
- Сахалинский осётр — Acipenser medirostris Ayres, 1854 (подвид A. m. mikado)
- Сахалинский таймень — Parahucho perryi (Brevoort, 1856)

### Охраняемые виды членистоногих
- Восточный лиометопум — Liometopum orientale Karawaew, 1927
- Голубая аркте — Arcte coerula (Guenee, 1852)
- Дикий тутовый шелкопряд — Bombyx mandarina (Moore, 1872)
- Исключительная сёкия — Seokia eximia (Moltrecht, 1909)
- Китайская восковая пчела — Apis cerana Fabricius/ 1798
- Кореана Рафаэлис — Coreana raphaelis (Oberthur, 1880)
- Лента Мольтрехта — Catocala moitrechti O.Bang-haas, 1927
- Лента Нага — Catocala nagioides (Wileman, 1924)
- Небесный усач — Rosalia coelestis Semenov-Tian-Shansky, 1911
- Непохожая волнянка — Numenes disparilis Staudinger, 1887
- Перламутровка зенобия — Argynnis zenobia Leech, 1890
- Превосходная розама — Rosama ornate (Oberthur, 1884)
- Медведица уединенная — Camptoloma interiorata (Walker, 1864)
- Хвостатая сфекодина — Sphecodina caudate (Bremer et Grey, 1853)

### Охраняемые виды моллюсков
- Арсеньевиная Зимина — Arsenievinaia zimini Zatrawkin et Bogatov, 1987
- Зарейская арсеньевиная — Arsenievinaia zarjaensis Bogatov et Zatrawkin, 1988
- Сихотэалинская арсеньевиная — Arsenievinaia sihotealinica (Zatrawkin et Starobogatov, 1984)

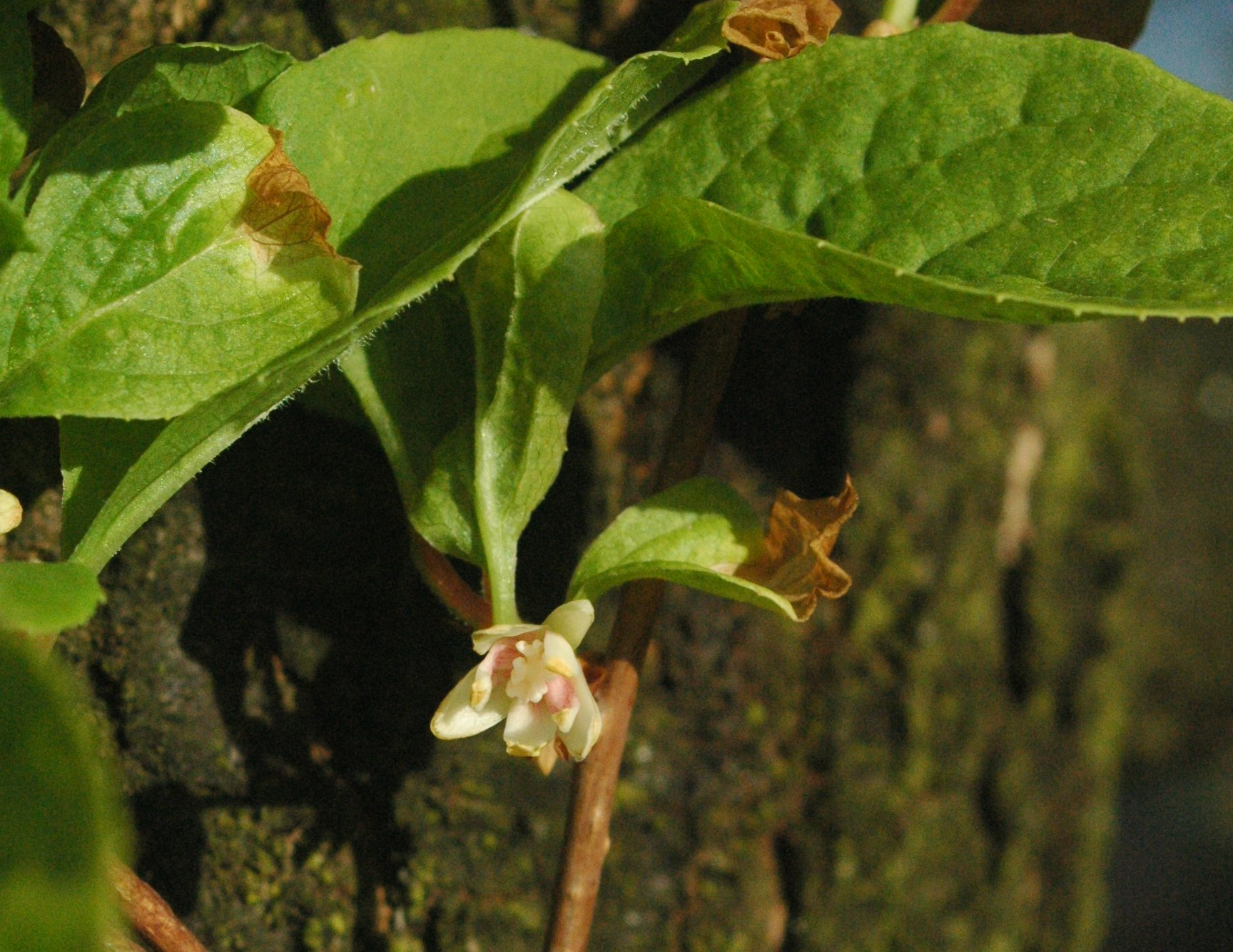
Лимонник китайский